# Ravne nad Šentrupertom
Ravne nad Šentrupertom so naselje v Občini Šentrupert.